# Émile Picault
Émile Louis Picault (* 24. August 1833 in Paris; † 24. August 1915 ebenda) war ein französischer Bildhauer, bekannt für Bronzeskulpturen.
Er war ein Schüler des Malers Henri Royer und stellte 1863 bis 1914 in den Pariser Salons aus und war zu seiner Zeit sehr erfolgreich.
Seine Bronzen haben meist allegorische, mythologische oder patriotische Motive, aber auch historische Personen (wie Nicolas Flamel, Jeanne d’Arc, Ambroise Paré, Voltaire) und literarische Figuren (wie Macbeth, den Cid, Le Bourgeois Gentilhomme).
Von ihm stammt das Monument für Joseph Lakanal in Foix.

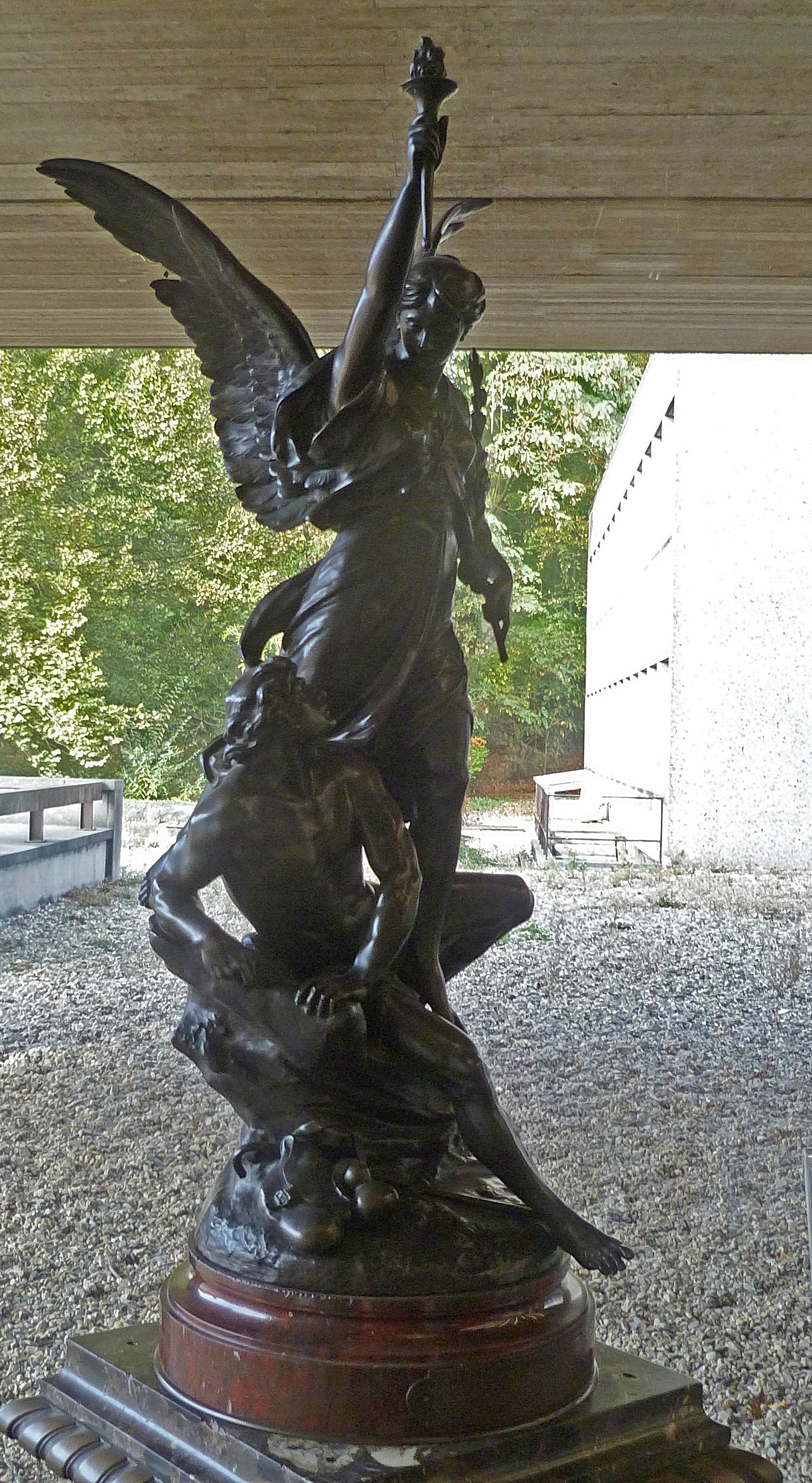
Émile Picault: Le génie du progrès, Musée royal de Mariemont

Er signierte E. Picault.

## Galerie

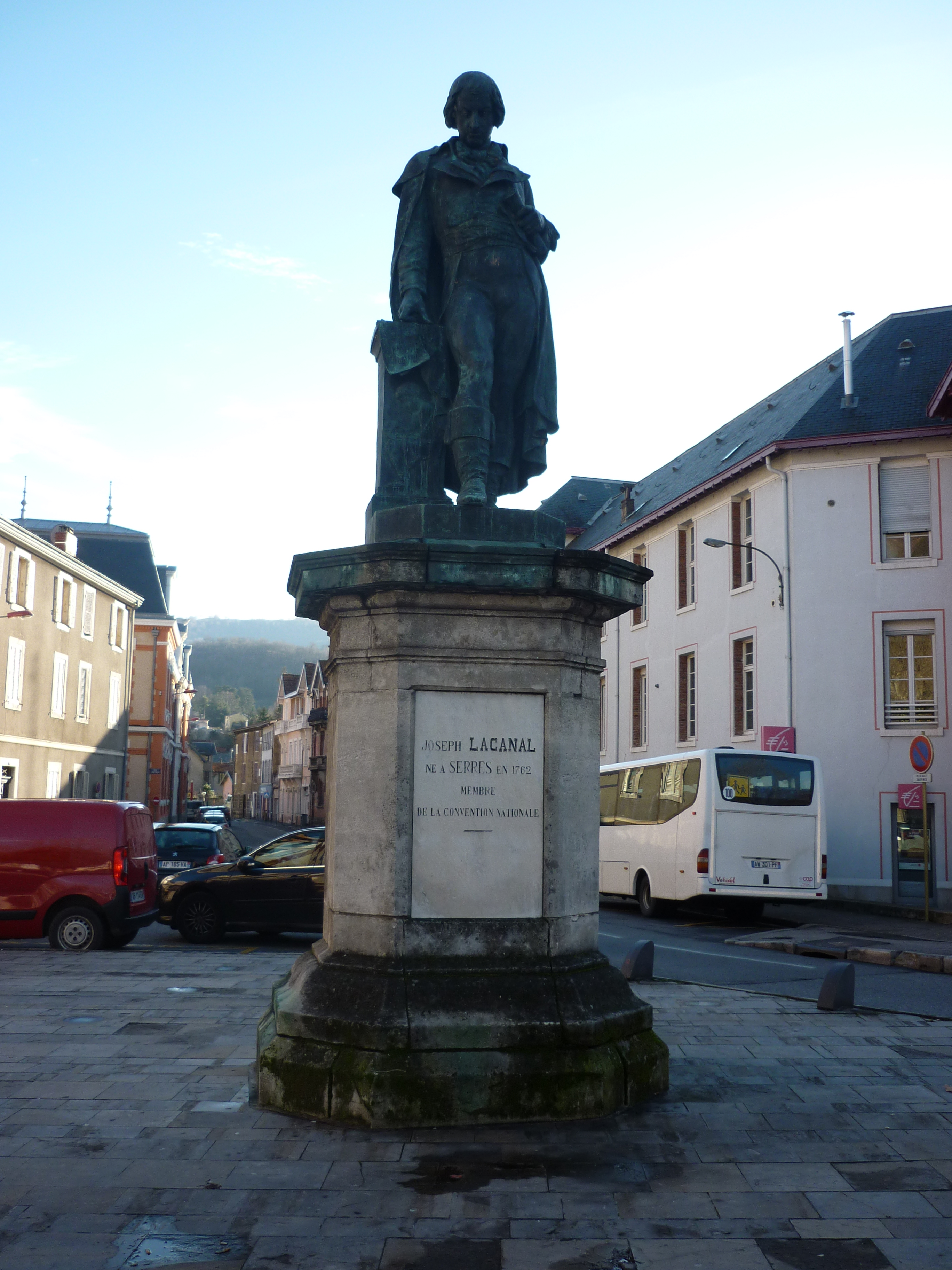
Statue von Lakanal (1882) in Foix
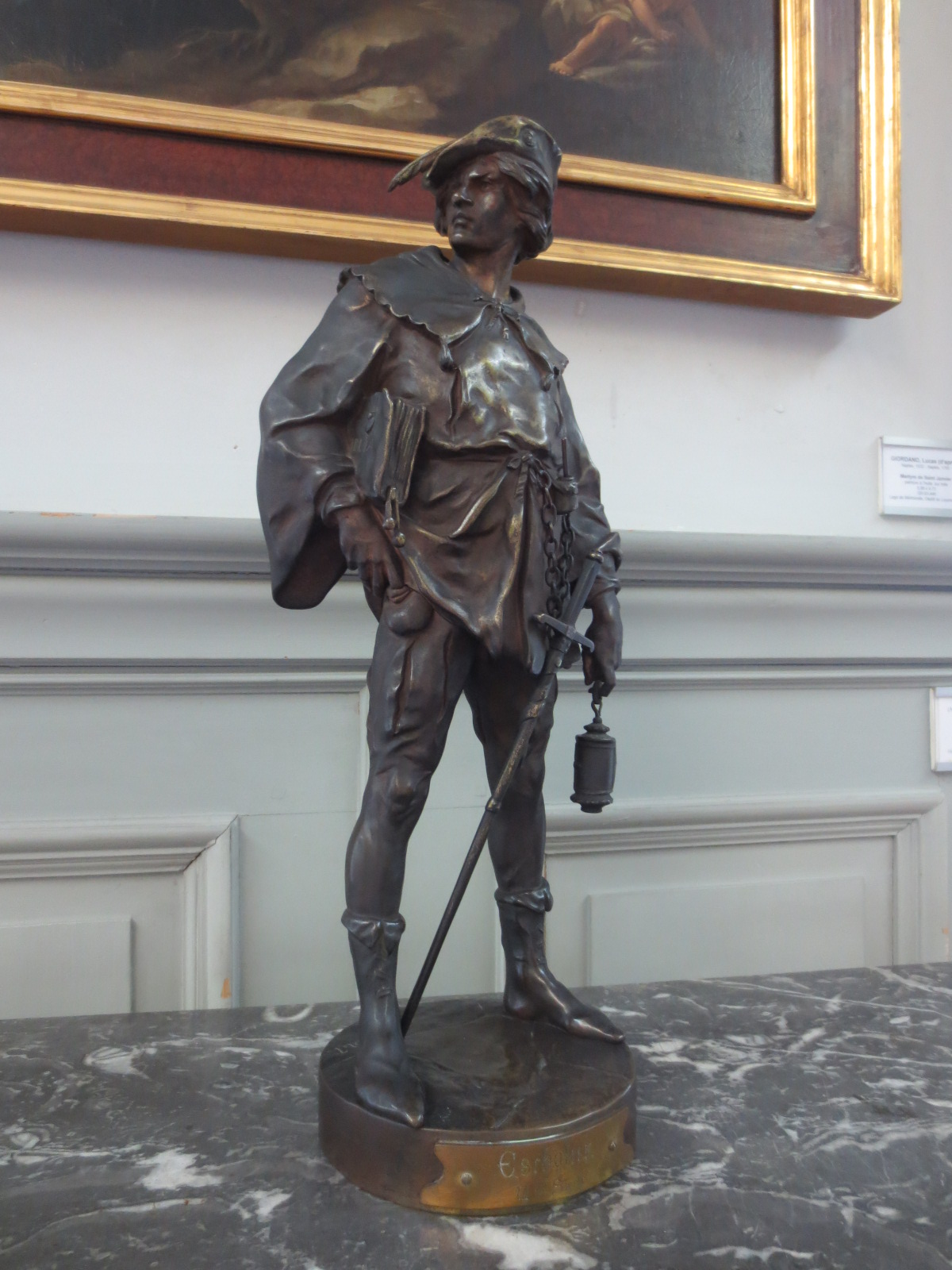
Student im 14. Jahrhundert, Museum Baron-Martin in Gray
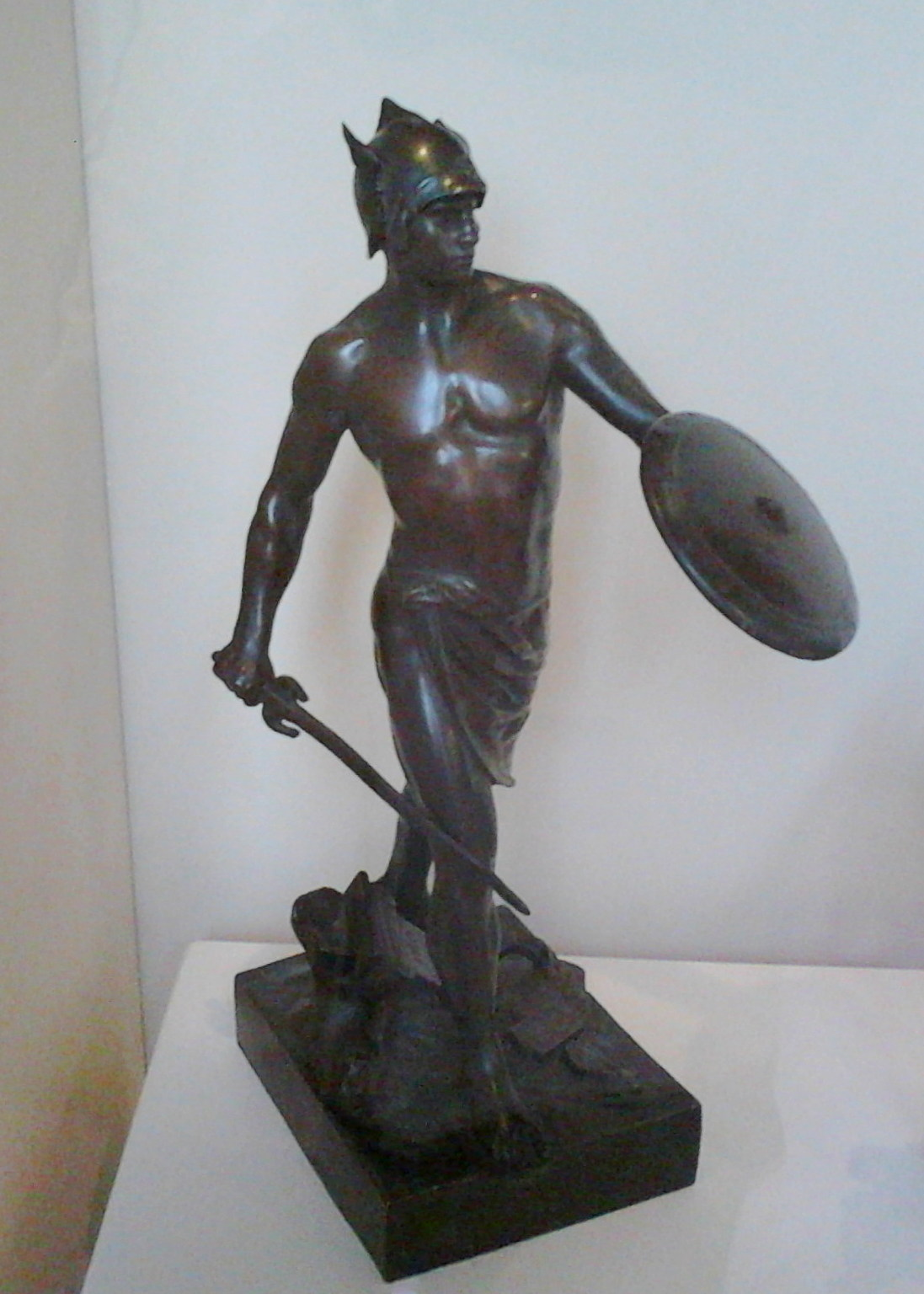
Gallischer Krieger